# Cung xỉ thô
Cyrtomium grossum là một loài thực vật có mạch trong họ Dryopteridaceae. Loài này được H. Christ miêu tả khoa học đầu tiên năm 1906.